# Plymouth
Plymouth là một thành phố của Anh. Thành phố này có dân số 252.800 người.
Thành phố này nằm bên bờ Devon, cự ly khoảng 310 km về phía tây nam London. Thành phố được xây hai bên cửa sông Plym về phía đông và Tamar về phía tây, nơi chúng nhập vào Plymouth Sound. Từ năm 1967 trở đi, thành phố Plymouth đã nhập các ngoại ô Plympton và Plymstock, hai khu vực nằm ở phía đông sông Plym.
Lịch sử Plymouth từ Thời kỳ Đồ Đồng khi có khu định cư đầu tiên ở núi Batten. Khu định cư này đã phát triển thành một tiền đồn thương mại cho Đế quốc La Mã.